# Fragmento de lluvia para Caracas
Fragmento de lluvia para Caracas es una obra de arte escultórico ubicada en la autopista Francisco Fajardo de la ciudad capital de Venezuela, frente al Centro Ciudad Comercial Tamanaco en Chuao, forma parte del proyecto Viarte ejecutado en el marco del plan de Soluciones Viales para Caracas.
Como parte de los trabajos de ampliación y mejora de la infraestructura vial del área metropolitana de Caracas, el Ministerio del Poder Popular para el Transporte Terrestre y Obras Públicas bajo la rectoría de Haiman El Troudi propuso ejecutar un plan de mejoramiento ornamental de las vías terrestres con la instalación de un museo al aire libre.
Creada por el artista plástico Carlos Medina (Barquisimeto, estado Lara), está compuesta por siete piezas de acero con forma de gotas de lluvia, donde cada una tiene un radio de 1,60 metros y 6,10 metros de altura. Fueron colocadas sobre el terreno con una inclinación de 60a y formando un infinito  lo cual permite que la misma sea contemplada desde varios ángulos.
La obra fue inaugurada el 25 de julio de 2014, en el aniversario de la fundación de Caracas.